# Georg Voss (Mediziner)
Georg Voss (* 17. Septemberjul. / 29. September 1872greg. in Sankt Petersburg; † 17. September 1964 in Düsseldorf) war ein deutscher Psychiater und Neurologe, der in Greifswald und Düsseldorf tätig war.

## Leben
Voss absolvierte sein Medizinstudium in den Jahren von 1890 bis 1896 an der Kaiserlichen Universität Dorpat; hier war er Mitglied der Corporation Livonia. In Heidelberg promovierte er im Jahr 1897 zum Dr. med. Von 1897 bis 1905 forschte er in Leipzig bei Paul Julius Möbius, in Heidelberg bei Emil Kraepelin, in Berlin, Paris und St. Petersburg. Als Militärarzt nahm er am Russisch-Japanischen Krieg in Harbin und Tscheljabinsk teil. Von 1906 bis 1910 leitete er die psychiatrisch-neurologische Klinik an der Universität Greifswald, wo er sich im Jahr 1907 habilitierte. Seit 1911 arbeitete er in Düsseldorf, wo er im Jahr 1923 außerordentlicher Professor an der Medizinischen Akademie in Düsseldorf wurde.
Im Jahr 1898 heiratete er Hedwig von Peltzer, mit der er fünf Kinder hatte; im Jahr 1926 in zweiter Ehe Grete Wörner.

## Schriften
- Anatomische und experimentelle Untersuchungen über die Rückenmarksveränderungen bei Anämie. In: Deutsches Archiv für klinische Medizin. 58, 1897, S. 489–522.
- Über die Schwankungen der geistigen Arbeitsleistung. Heidelberg 1898.
- Erlebnisse und Gedanken eines russischen Militärarztes, 1904–1905. Schlemminger, Leipzig 1905.
- Klinische Beiträge zur Lehre von der Hysterie, nach Beobachtungen aus dem Nordwesten Russlands. Fischer, Jena 1909.
- Der Hypnotismus, sein Wesen, seine Handhabung und Bedeutung für den praktischen Arzt. Marhold, Halle a, S. 1907.
- Neuere Anschauungen über das Wesen der Hysterie. 1912.
- Die Aetiologie der Psychosen. Leipzig 1915.